# Podostroma leucopus
Podostroma leucopus är en svampart som beskrevs av P. Karst. 1892. Podostroma leucopus ingår i släktet Podostroma och familjen Hypocreaceae.   Inga underarter finns listade i Catalogue of Life.
I den svenska databasen Dyntaxa används istället namnet Hypocrea leucopus för samma taxon.  Arten är reproducerande i Sverige.